# Blauwe korstzwam
De blauwe korstzwam (Terana caerulea) is een saprobische korstschimmel in de familie Phanerochaetaceae. Hij leeft saprotroof op dood hout van loofbomen.

## Kenmerken

### Uiterlijke kenmerken
De blauwe bastschimmel vormt resupinate (aan het substraat vastgehechte), membraanachtige, wasachtige vruchtlichamen met een opvallende, violetblauwe tot bijna donkerblauwe kleur, die wordt veroorzaakt door terfenyl. Het oppervlak van het vruchtlichaam is glad tot licht wrattig, er is een monomitisch hyfensysteem (bestaande uit slechts één type hyfen). Het vruchtlichaam is 2 tot 6 mm dik. Het is donkerblauw met een lichtere rand, met een fluweelachtige of wasachtige textuur als het vochtig is, maar knapperig en broos als het droog is. Het vruchtlichaam zit stevig vast aan het groeioppervlak met uitzonder van de randen. In de natuur is het oppervlak van de schimmel meestal naar beneden gericht, wat de verspreiding van sporen bevordert. Verschillende ronde plekken groeien samen tot laagjes tot ongeveer een meter lang.
De sporenprint is wit. 

### Microscopische kenmerken
De sporen zijn ellipsvormig, glad, dunwandig, hyaliene of lichtblauw, met afmetingen van 7-12 × 4-7 µm. De viersporige basidia zijn knotsvormig, hyaliene of blauw, met afmetingen van 40-60 × 5-7 µm.

## Ecologie
Het is een saprobiont die in de begin- tot laat-optimale fase voorkomt op rottende, dode staande of liggende stammen, op hangende of liggende takken, in stapels hout of op blootliggende wortels. Voorkeurssubstraten zijn loofhout zoals essen, esdoorn, hazelnoot, wilg, haagbeuk en eiken.

## Verspreiding
De blauwe korstzwam heeft een wereldwijde distributie in warmere klimaten, en is waargenomen in Azië, Afrika, Nieuw-Zeeland, Noord-Amerika, Canarische Eilanden, Europa, Taiwan, Thailand en Turkije. Het Europese verspreidingsgebied omvat Zuid-Europa en het oceanische West-Europa (Portugal, Spanje, Frankrijk, Zuidwest-Groot-Brittannië). Het Midden-Europese verspreidingsgebied omvat Zwitserland, Oostenrijk en Luxemburg, de huidige oostelijke verspreidingsgrens ligt aan de Bovenrijn. Een geïsoleerd voorkomen bestaat in Noorwegen. In Centraal-Europa komt de groei vooral voor in de maand maart, minder vaak in maand oktober. In Duitsland groeit hij zelden boven de 400 m. In Nederland komt hij matig algemeen voor. Hij staat op de rode lijst in de categorie 'Kwetsbaar'.